# XVII Congreso del Partido Comunista de la Unión Soviética
El XVII Congreso del Partido Comunista de la Unión Soviética se celebró entre el 26 de enero y el 16 de febrero de 1934 en la ciudad de Moscú, entonces capital de la Unión Soviética. Apodado como el "Congreso de los victoriosos" («Съезд победителей»), Stalin quedó en segundo lugar en la elección para secretario general del PCUS(b) tras el jefe del Partido de Leningrado Serguéi Kírov. Kírov rechazó el puesto de secretario general, recayendo este en Stalin, como segundo más votado.

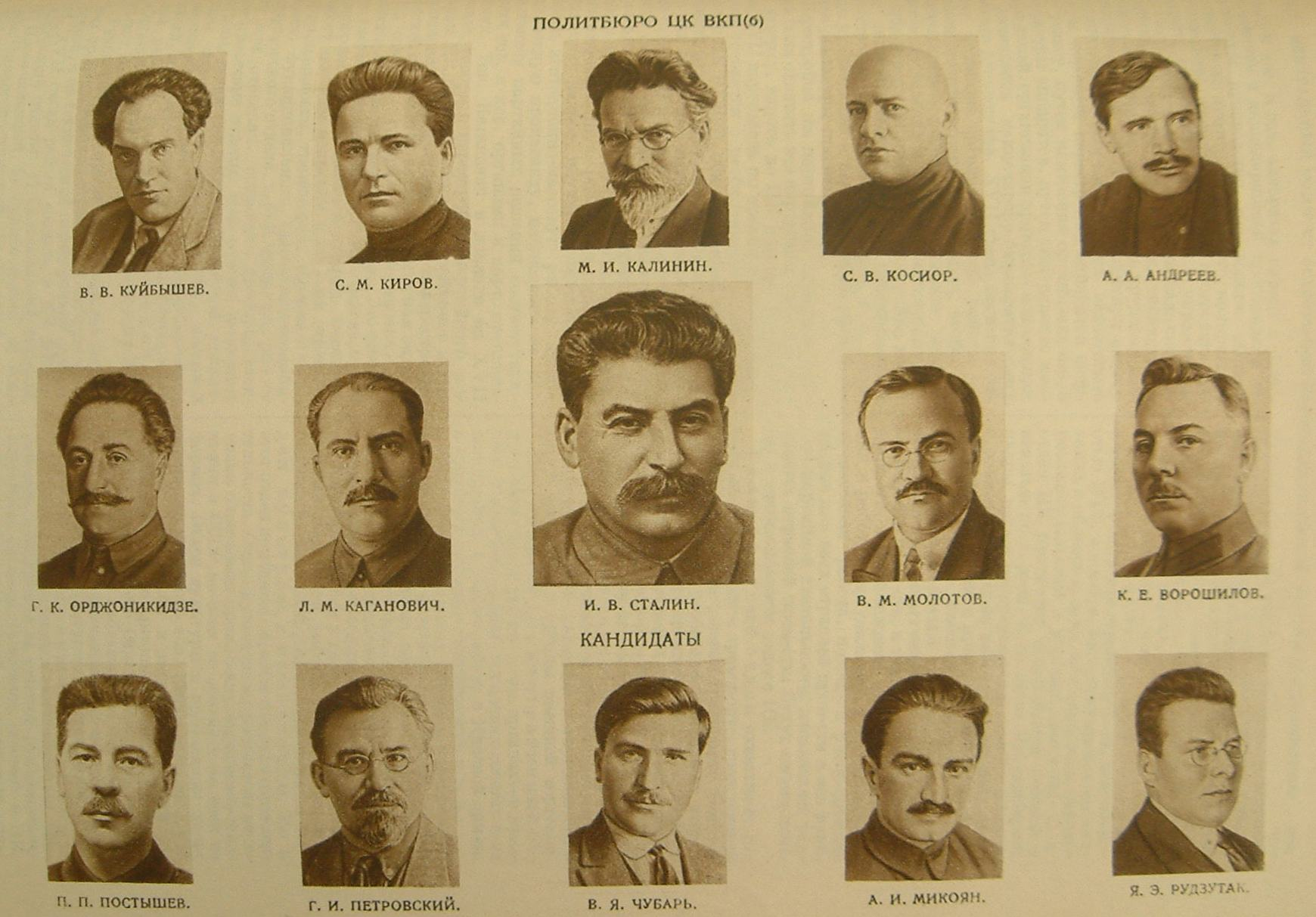
Buró Político del Comité Central del Partido Comunista de la Unión Soviética. 1934.

En público Stalin fue aclamado como líder del partido, con referencias propias del culto a la personalidad de Stalin tales como declararlo genio universal.
Este congreso marcó un punto de no retorno para la historia soviética, puesto que desde este momento en adelante Stalin perdería toda la confianza en su Partido. Producto de lo anterior, esta asamblea fue conocida posteriormente como el "Congreso de los fusilados" («Съезд расстрелянных») puesto que de los 1996 delegados, 1.108 fueron arrestados y de ellos dos terceras partes ejecutados en los tres años siguientes al inicio de la Gran Purga.
Kírov mismo sería asesinado en el mes de diciembre del mismo año por Leonid Nikoláev, lo que daría pábulo a la posterior represión del partido. La denuncia y condena a estos hechos sólo se iniciaría durante el XX Congreso del PCUS, con el llamado "Discurso secreto" de Nikita Jrushchov.
Durante este congreso la Rabkrin (Inspección de Obreros y Campesinos) fue disuelta y sus funciones fueron traspasadas a la Comisión de Control Estatal dependiente del SovNarKom.